# Schloss Vollenschier

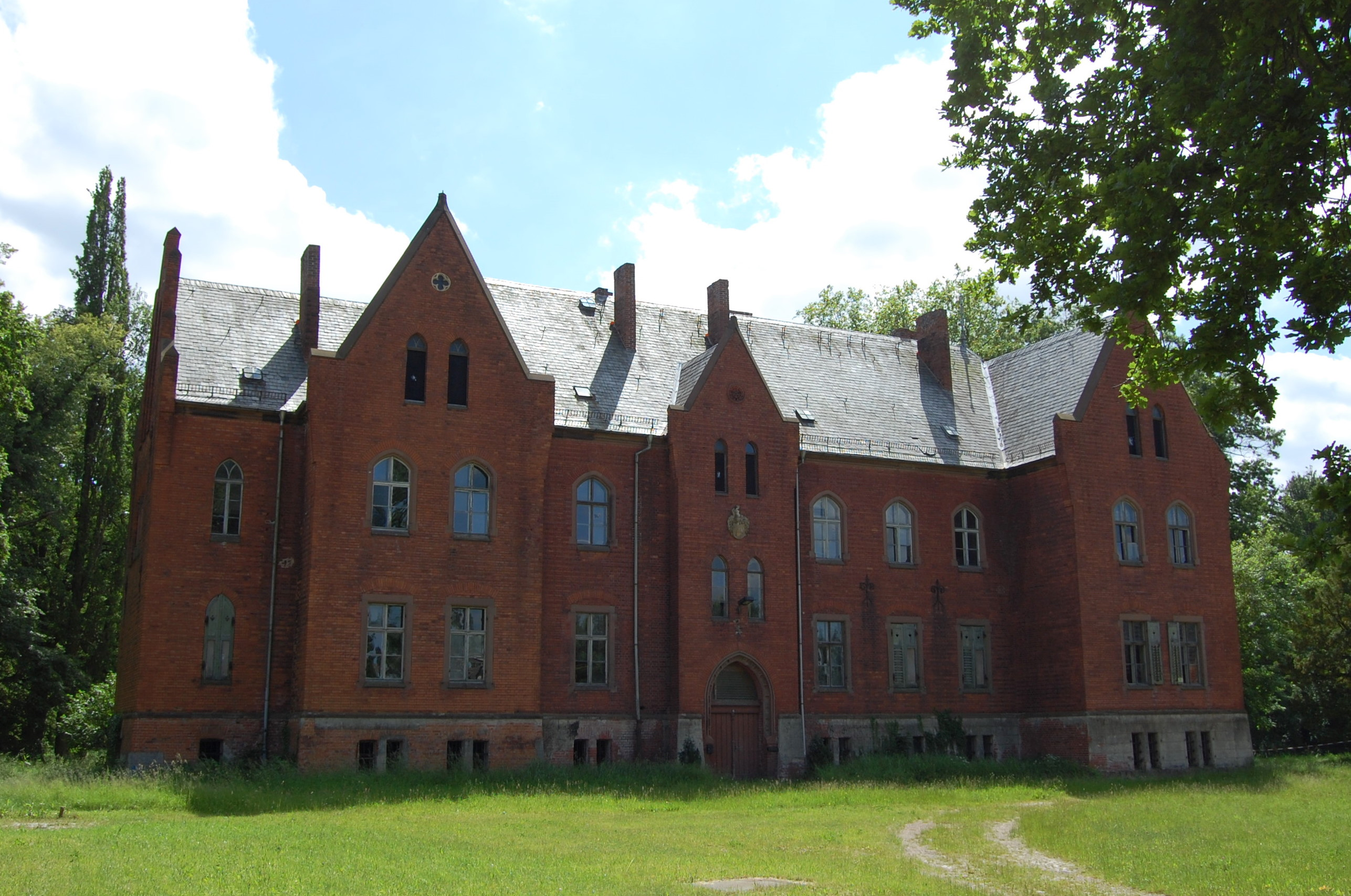
Schloss Vollenschier

Das Schloss Vollenschier ist ein schlossartiges Wohnhaus in Vollenschier, einer zum Stendaler Stadtteil Wittenmoor gehörenden Ortschaft in Sachsen-Anhalt.

## Geschichte und Architektur
Das auch als Herrenhaus Vollenschier bezeichnete Gebäude entstand 1869 für die Geschwister von Kröchern nach einem Entwurf des renommierten hannoverschen Architekten Conrad Wilhelm Hase. Zur Gutsanlage gehören auch die in der Nähe gelegene Gutskirche Vollenschier, gleichfalls von Hase entworfen, und das Gutshaus Vollenschier.
Das Bauwerk entstand als historistischer Backsteinbau mit sparsamen neogotischen Elementen. Über einem hochaufragenden Keller erheben sich zwei Vollgeschosse sowie ein Dachgeschoss. Die Fassade wird von drei asymmetrisch verteilten, auch in Breite und Tiefe unterschiedlichen Risaliten gegliedert.
Am Westflügel des Hauses befindet sich eine von Bögen und Säulen gesäumte Terrasse. Im Inneren haben sich Stuckdecken und alte Türen und Fenster erhalten. Das obere Geschoss ist schlichter gehalten. An die West- und Südseite des Gebäudes grenzt ein Landschaftspark mit Teich.
Das Haus war bis etwa 1990 bewohnt und steht seitdem leer. Derzeit (Stand 2010) ist es sanierungsbedürftig.